# Expedició 32
L'Expedició 32 va ser la 32a estada de llarga durada a l'Estació Espacial Internacional (ISS). Va començar l'1 de juliol de 2012 amb la partida de l'ISS de la nau Soiuz TMA-03M, que va tornar cap a la Terra la tripulació de l'Expedició 31, i va finalitzar el 16 de setembre de 2012 amb la partida de la Soiuz TMA-04M. La nau Soiuz va tornar a la Terra el 17 de setembre de 2012 a les 6:53am Moscow Standard Time quan va tocar terra segons per l'Agència Espacial Russa.

## Tripulació
| Posició           | Primera part (Juliol de 2012)            | Segona part (Juliol de 2012 a setembre de 2012) |
| ----------------- | ---------------------------------------- | ----------------------------------------------- |
| Comandant         | Guennadi Pàdalka, RSA Quart vol espacial | Guennadi Pàdalka, RSA Quart vol espacial        |
| Enginyer de Vol 1 | Joseph M. Acaba, NASA Segon vol espacial | Joseph M. Acaba, NASA Segon vol espacial        |
| Enginyer de Vol 2 | Serguei Revin, RSA Primer vol espacial   | Serguei Revin, RSA Primer vol espacial          |
| Enginyer de Vol 3 |                                          | Sunita Williams, NASA Segon vol espacial        |
| Enginyer de Vol 4 |                                          | Iuri Malentxenko, RSA Cinquè vol espacial       |
| Enginyer de Vol 5 |                                          | Akihiko Hoshide, JAXA Segon vol espacial        |

FontNASA